# Hussey Vivian (3e baron Vivian)
Hussey Crespigny Vivian, 3e baron Vivian, (19 juin 1834 - 21 octobre 1893) est un diplomate britannique.

## Biographie
Né à Connaught Place, Londres, Vivian est le fils aîné de Charles Vivian (2e baron Vivian), et fait ses études au Collège d'Eton.
En 1873, Vivian est envoyé à Alexandrie comme consul général. En 1878, il est nommé Compagnon de l'Ordre du Bain (CB). Il est envoyé à Berne comme ministre résident en 1879 et est promu envoyé extraordinaire et ministre plénipotentiaire auprès de la Confédération suisse en 1881. Quelques mois plus tard, il est transféré à Copenhague, et en 1884 à Bruxelles, où il est nommé à l'Ordre de Saint-Michel et Saint-Georges en tant que chevalier commandant (KCMG) lors des honneurs d'anniversaire de 1886. Ayant succédé comme baron à son père en 1886, il est nommé sous-lieutenant de Cornouailles en 1887. Dans les honneurs d'anniversaire de 1890, il est promu dans l'Ordre de Saint-Michel et Saint-Georges comme Chevalier Grand-Croix (GCMG). Sa position finale et la plus élevée est à Rome en 1892, où il reste jusqu'à sa mort de pneumonie en 1893. Il est admis au Conseil privé l'année de sa mort. Le prince de Naples est présent à ses funérailles.

## Famille
Le 8 juin 1876, Vivian épouse Louisa Duff et ils ont cinq enfants, dont: 
- George Vivian (4e baron Vivian) (1878–1940)
- Dorothy Maud Vivian (1879-1939), épouse Douglas Haig
- Alexandra Mary Freesia Vivian (1890–1963), épouse Charles Pelham (Lord Worsley) (en)